# カガナイアス
カガナイアス（学名：Kaganaias）は、前期白亜紀の日本に生息していた有鱗目の爬虫類。石川県の加賀地方からタイプ種カガナイアス・ハクサンエンシス（Kaganaias hakusanensis）の化石が発見された。記載論文では科までは記載されていないものの、プレスリリースではモササウルス科に近縁なドリコサウルス科に属すると推測された。後年の同科の種に関するいくつかの論文において、カガナイアスは基盤的なドリコサウルス科であると認められている。

## 発見から命名まで
2001年5月、約1億3000万年前（前期白亜紀）に相当する石川県旧白峰村の白山付近の桑島化石壁の岩石から化石が発見された。のべ数十時間におよぶクリーニングの結果、ホロタイプ標本からは関節した胴椎から尾椎の付け根（約15センチメートル）と大腿骨が背側から確認された。化石はもう1点発見されており、そちらには肋骨と頭蓋骨の一部（特に上顎骨の一部）が保存されていた。
2004年にテキサス大学で行われたCTスキャンの結果、確認された骨盤や脊椎の腹側の特徴が確認された。鱗竜形類に見られる椎弓突起(zygosphene) と椎弓窩(zygantra)と呼ばれる脊椎の関節を保持する構造があることなどから、ヘビやモササウルス科に近縁なドリコサウルス科に分類された。（ただし記載論文内では科までは示されていない）また脊椎骨の数が従来のドリコサウルス科よりも10個以上多いことから新属新種と判断された。
記載論文は2006年11月16日に英国古生物学会の発行する『Paleontology』誌に掲載された。属名は石川県の旧地名・藩名・地方名である「加賀」（Kaga）と、「水の妖精」を意味する naias に由来する。種小名は霊峰「白山」（hakusan）にちなみ、地名の接尾詞である ensis が付いている。

## 特徴
全長40 - 50センチメートル、胴長20センチメートルと推定されている。全身はトカゲに似るが、胴部が長く伸び、そして扁平な形状である。長い胴部と退化して縮小した四肢はドリコサウルス科の共有派生形質である。短い後肢を使って水中を蛇のように泳いで移動していたと考えられる。おそらく周辺で発見された他の小型の脊椎動物や軟体動物を獲物にしていたが、この化石の糞便の調査結果ではまだ確認できていない。
また本属には性的二形があった可能性があるが、化石の数が少ないため不明である。

## 分類
前述の通り、カガナイアスはヘビやモササウルス科に近縁なドリコサウルス科に分類されている。ドリコサウルス科はヨーロッパのかつての海域であった地域でしか発見されておらず、またその最古の化石記録も約9900万年前（後期白亜紀のセノマニアン）であった。カガナイアスの産出した地層は約1億3000万年前と従来の化石記録から約4000万年遡るものであり、さらに日本海が存在せず当時の日本がアジア大陸の一部であったことから、カガナイアスは最古のドリコサウルス科でかつ初めて淡水域から産出したドリコサウルス科爬虫類とされる。